# Mauritz Andersson
Pour les articles homonymes, voir Andersson.
Olof Mauritz Andersson (né le 22 septembre 1886 à Göteborg et mort le 1er novembre 1971 à Göteborg) est un lutteur gréco-romain suédois.
Il obtient la médaille d'argent olympique en 1908 à Londres en moins de 73 kg.